# Hypospila andamana
Hypospila andamana är en fjärilsart som beskrevs av Swinhoe 1919. Hypospila andamana ingår i släktet Hypospila och familjen nattflyn. Inga underarter finns listade i Catalogue of Life.